# Повстання Бар-Кохби
Повстання Бар-Ко́хби — виступ рабів та вільного населення Юдеї (132—135) проти римського панування й місцевих рабовласників. Повстання очолив Сімон (Шимон), який назвав себе Бар-Кохбою (сином зірки). Повстанці боролись методами партизанської війни й захопили багато римських фортець. Центром повстання стала фортеця Бетар. У повстанні взяли участь сирійці.
Повстання Бар-Кохби було придушене римським полководцем Юлієм Севером. Сам Бар-Кохба загинув під час облоги фортеці Бетар. Римляни вбили й продали у рабство багато тисяч людей з Юдеї.